# Arctostaphylos canescens
Arctostaphylos canescens es una especie de planta fanerógama perteneciente a la familia Ericaceae. 

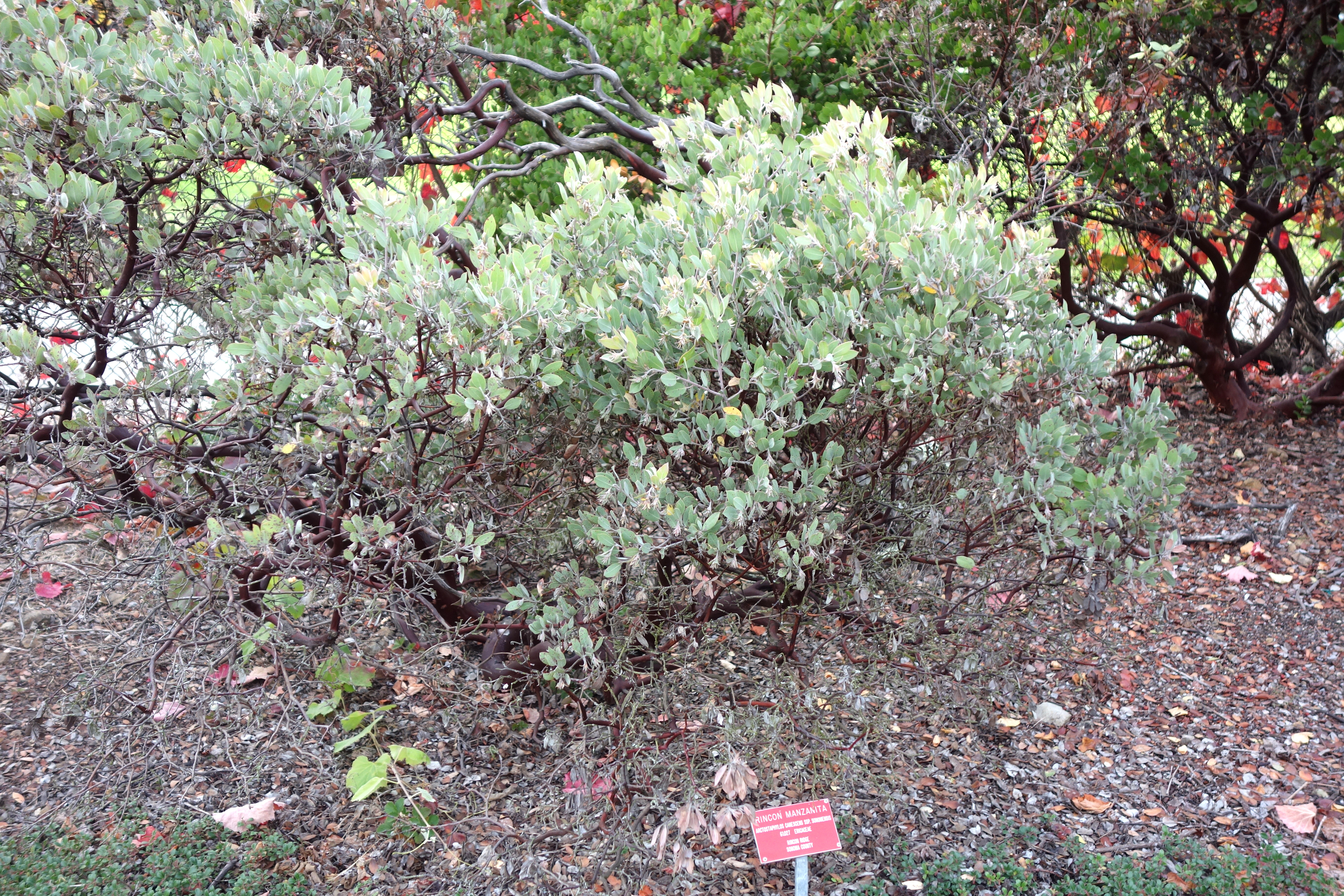
Vista de la planta

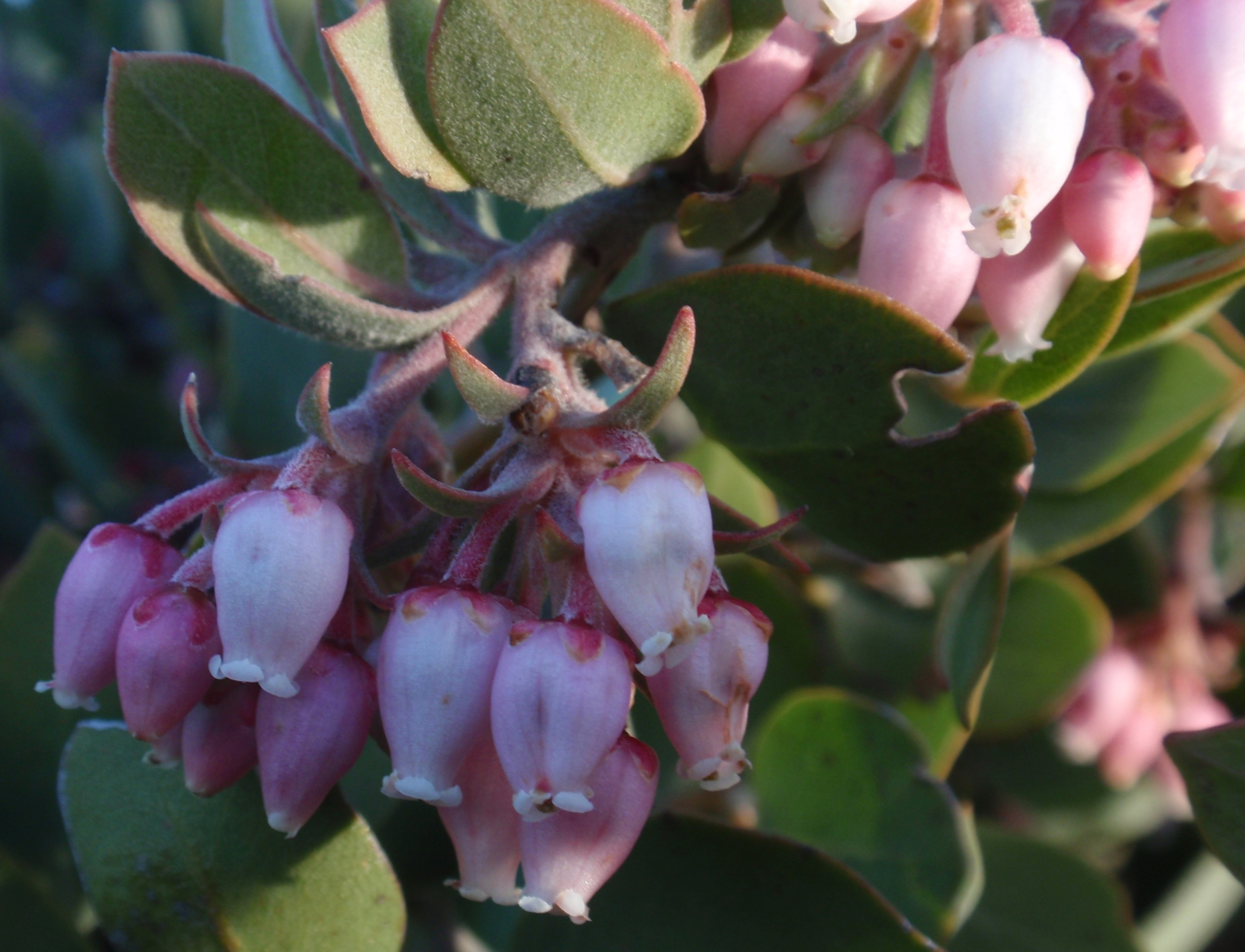
Flores

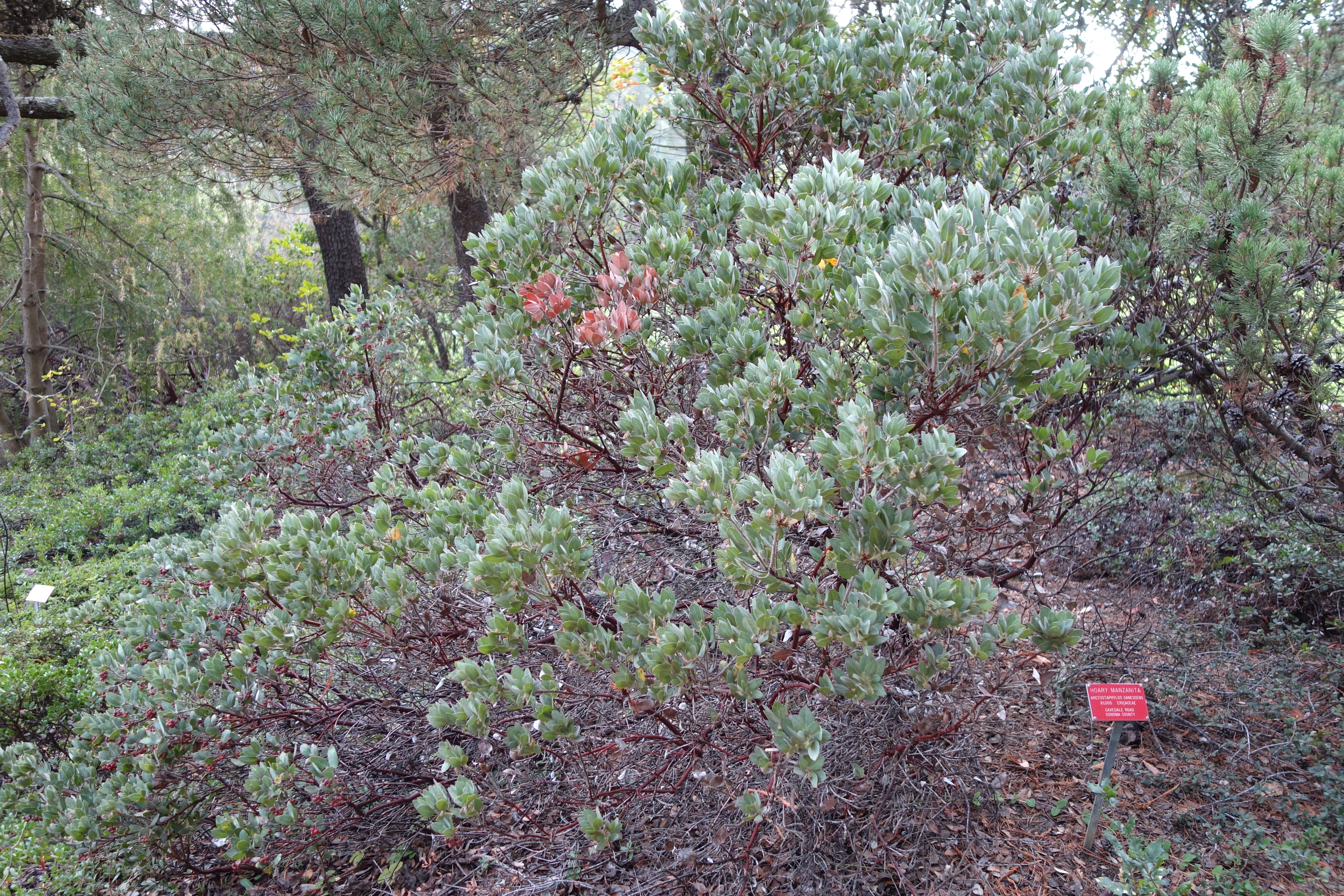
En su hábitat

## Distribución
Arctostaphylos canescens es originaria de las cordilleras costeras del suroeste de Oregón y el norte de California, donde crece en bosques y  comunidades vegetales del chaparral. 

## Descripción
Arctostaphylos canescens  es un arbusto que varía  en su forma, desde corto y enmarañado hasta erecto con hasta 2 metros  de altura. Las ramas y ramitas más pequeñas son peludas para lanosas. Las hojas de bordes lisos son de forma oval y señalada la punta, lanosa desbastada y cerosa, y de hasta 5 centímetros de largo.
La planta florece en densas inflorescencias de color blanquecino, las flores con forma de urna son de lanosas en el interior. El fruto es una peluda drupa de 0.5 a 1 centímetro de ancho.

## Taxonomía
Arctostaphylos canescens fue descrito por Alice Eastwood y publicado en Proceedings of the California Academy of Sciences, Series 3, 1(2): 84–85. 1897
Etimología
Arctostaphylos: nombre genérico que deriva de las palabras griegas arktos =  "oso", y staphule = "racimo de uvas", en referencia al nombre común de las especies conocidas  y tal vez también en alusión a los osos que se alimentan de los frutos de uva.
canescens: epíteto latíno que significa "canoso, gris"
Variedad aceptada
- Arctostaphylos canescens subsp. sonomensis (Eastw.) P.V.Wells

Sinonimia
- Arctostaphylos candidissima Eastw.[3]